# Dourges
Dourges is een gemeente in het Franse departement Pas-de-Calais (regio Hauts-de-France). De gemeente maakt deel uit van het arrondissement Lens. Dourges telde op 1 januari 2022 6.068 inwoners.

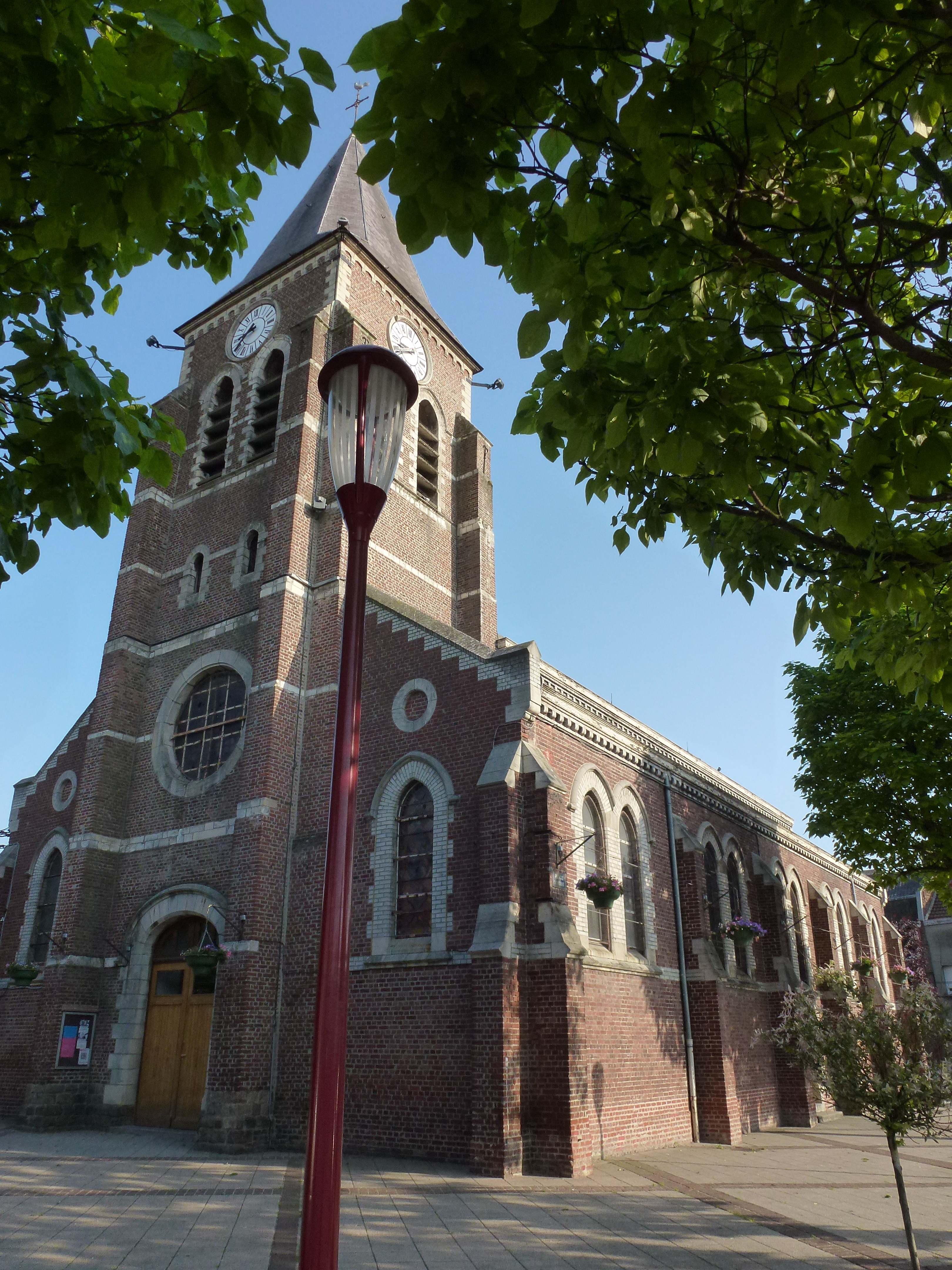
Église Saint-Piat

## Geschiedenis
Een oude vermelding van de plaats dateert uit de 11de eeuw als Durges.
Op het eind van het ancien régime werd Dourges een gemeente. In 1821 werd de kleine buurgemeente Bourcheuil (op dat moment 142 inwoners) opgeheven en aangehecht bij Dourges (op dat moment 743 inwoners).
Vanaf de tweede helft van de 19de eeuw werd in de streek steenkool ontgonnen. De Compagnie des mines de Dourges opende verschillende mijnschachten in de omliggende gemeenten. De mijnbouw zorgde voor een groeiende bevolking en in het begin van de 20ste eeuw kende ook Dourges een sterke bevolkingstoename. In Dourges werd, ten zuiden van het dorpscentrum, de Cité Bruno Ancienne opgetrokken tussen 1904 en 1908, vooral om de vele Poolse mijnwerkers te huisvesten. De cité kreeg ook een kerk, de Église Saint-Stanislas, ingewijd in 1927, een pastorie, school en feestzaal. In de jaren 20 werd de cité uitgebreid met de Cité Bruno Nouvelle.

## Geografie
De oppervlakte van Dourges bedroeg op 1 januari 2022 10,48 vierkante kilometer; de bevolkingsdichtheid was toen 579 inwoners per km². Door de gemeente loopt het Deulekanaal. In het westen van de gemeente ligt het gehucht Bourcheuil, van het centrum van Dourges gescheiden door de autosnelweg A1/E17.

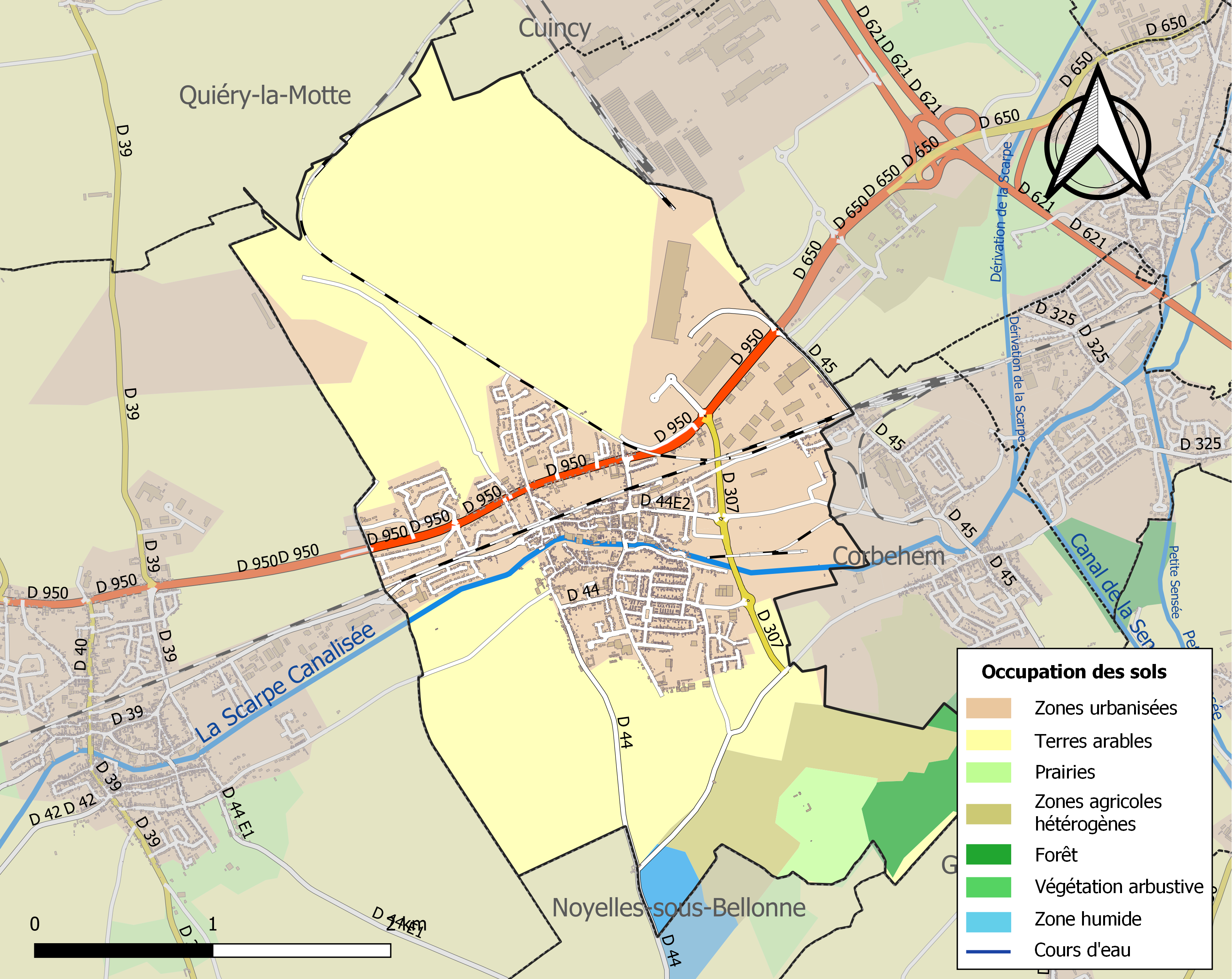
Kaart van de gemeente met belangrijkste infrastructuur, bodemgebruik en omliggende gemeenten

## Bezienswaardigheden
- De Église Saint-Piat. De doopvont uit 1573 werd in 1913 geklasseerd als monument historique.
- De Église Saint-Stanislas uit 1927, opgetrokken voor de Poolse mijnwerkers in de Cité Bruno. De kerk en de pastorie werden in 2009 ingeschreven als monument historique.
- De Cité Bruno werd opgenomen in de lijst van onderdelen binnen het door UNESCO als werelderfgoed erkende steenkoolbekken van Nord-Pas-de-Calais.
- Het Deutscher Soldatenfriedhof Dourges, een Duitse militaire begraafplaats uit de Eerste Wereldoorlog, telt 2988 gesneuvelden.
- Op de gemeentelijke begraafplaats van Dourges bevinden zich drie Britse oorlogsgraven uit beide wereldoorlogen.

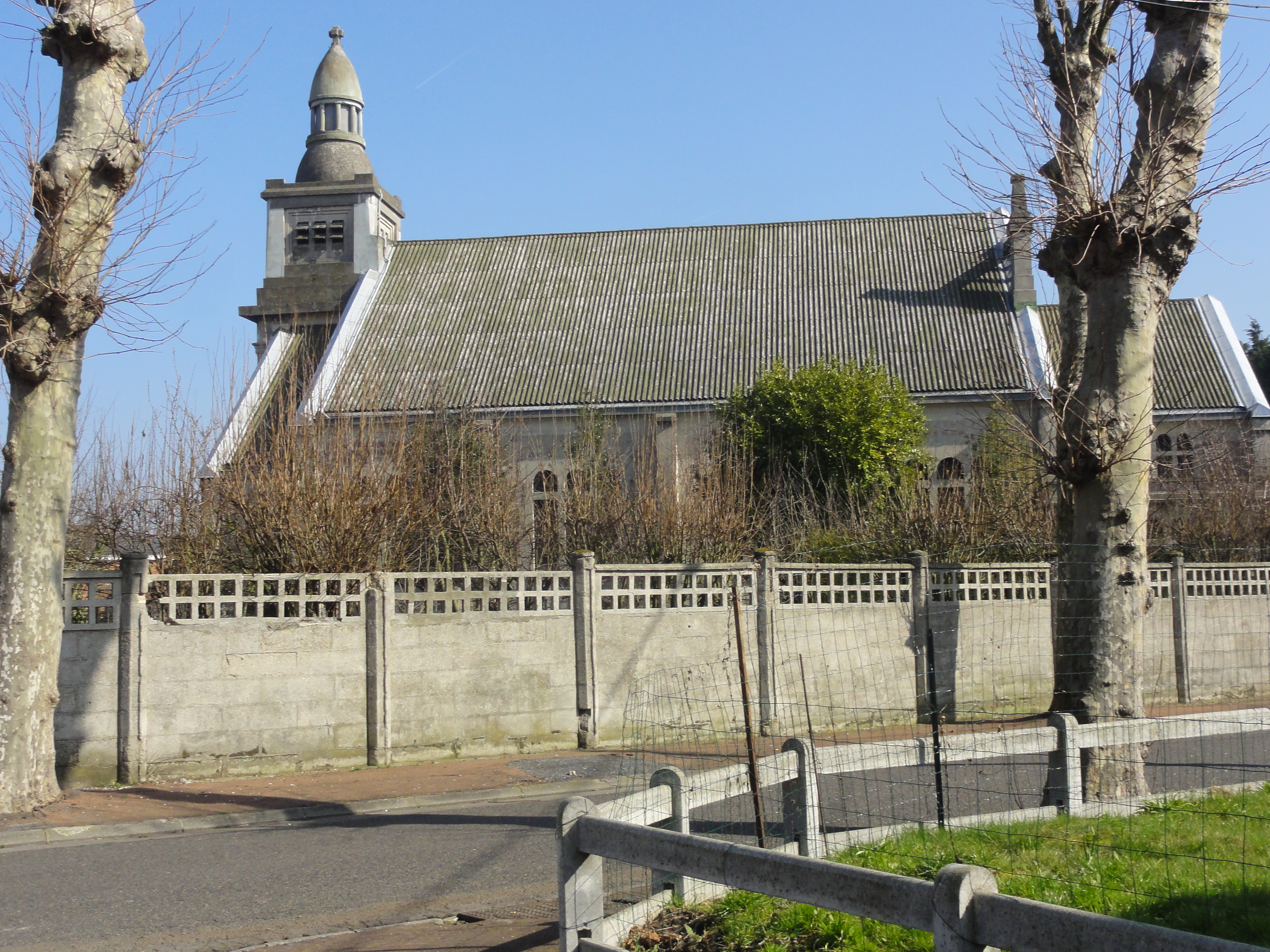
Église Saint-Stanislas
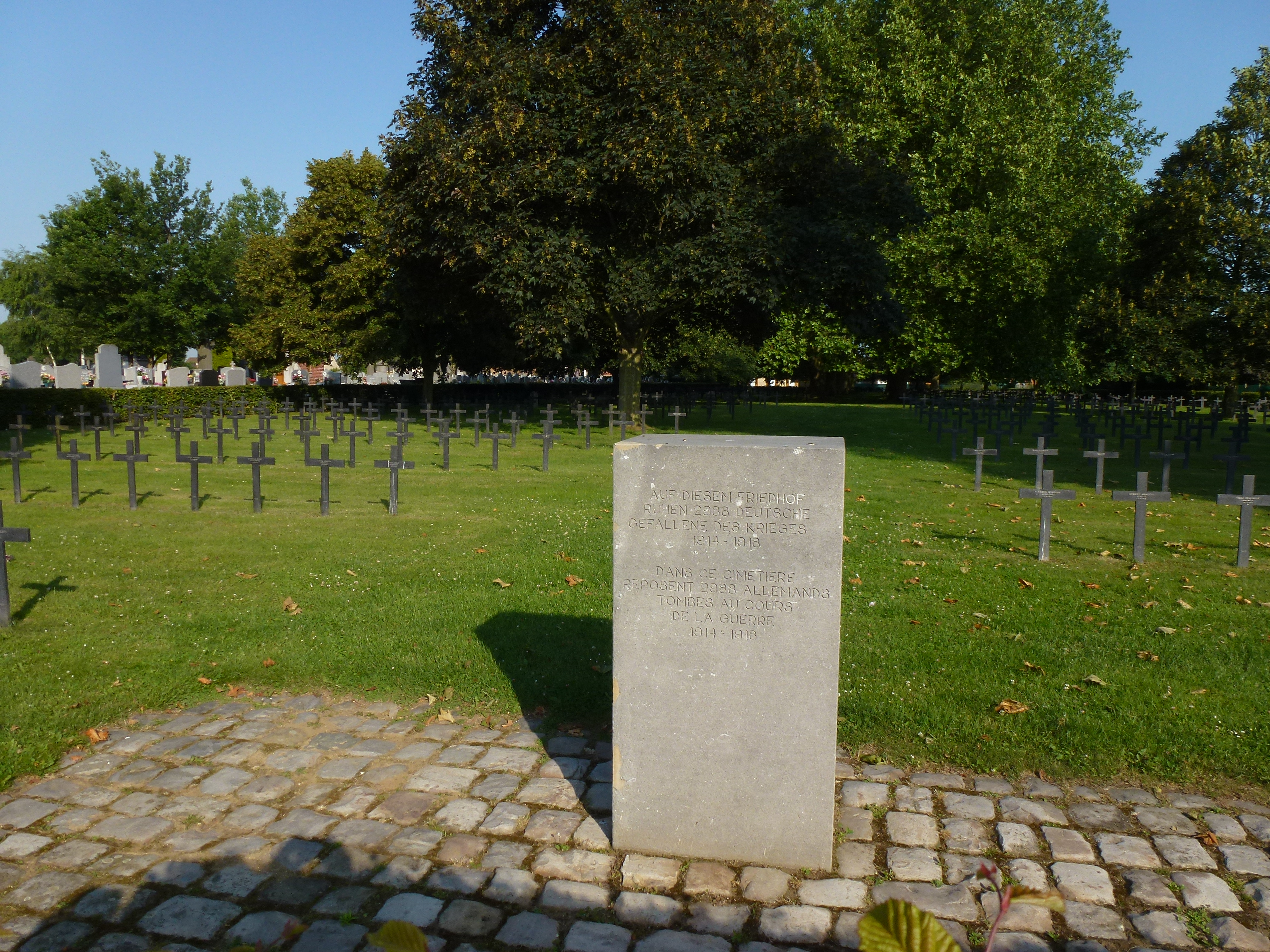
Deutscher Soldatenfriedhof Dourges
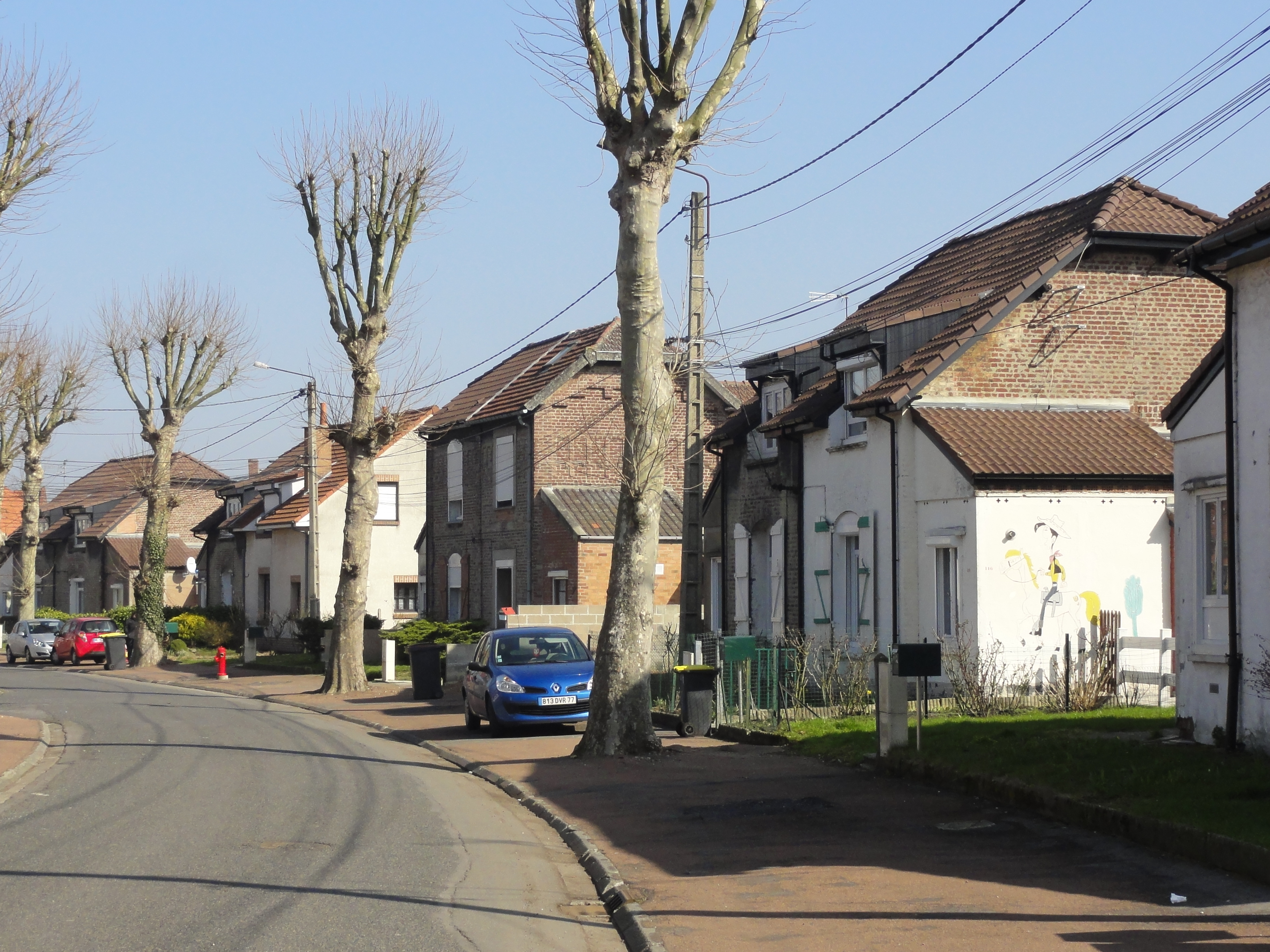
Cité Bruno Ancienne
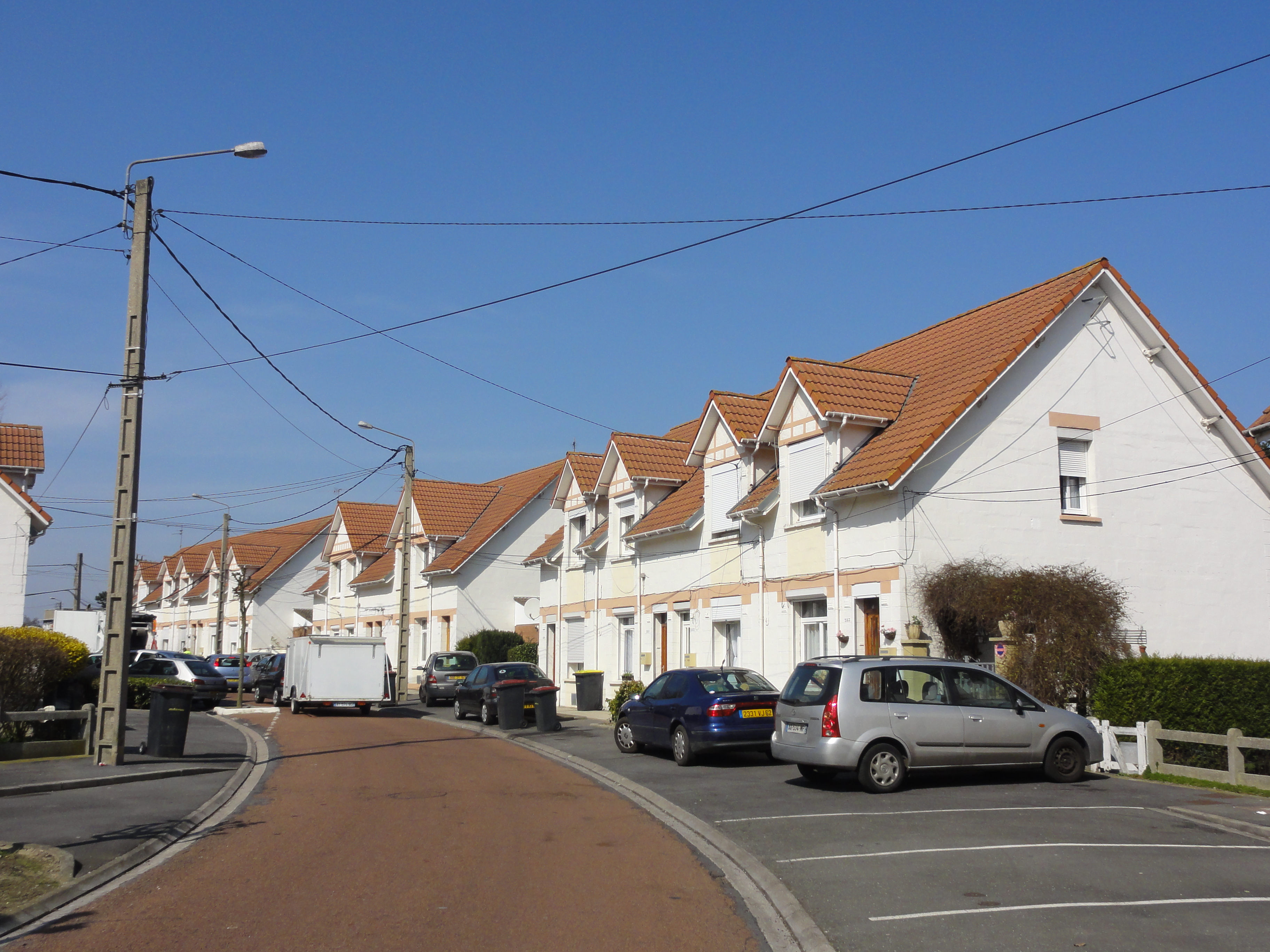
Cité Bruno Nouvelle

## Demografie
Onderstaande figuur toont het verloop van het inwonertal (bron: INSEE-tellingen).

## Verkeer en vervoer

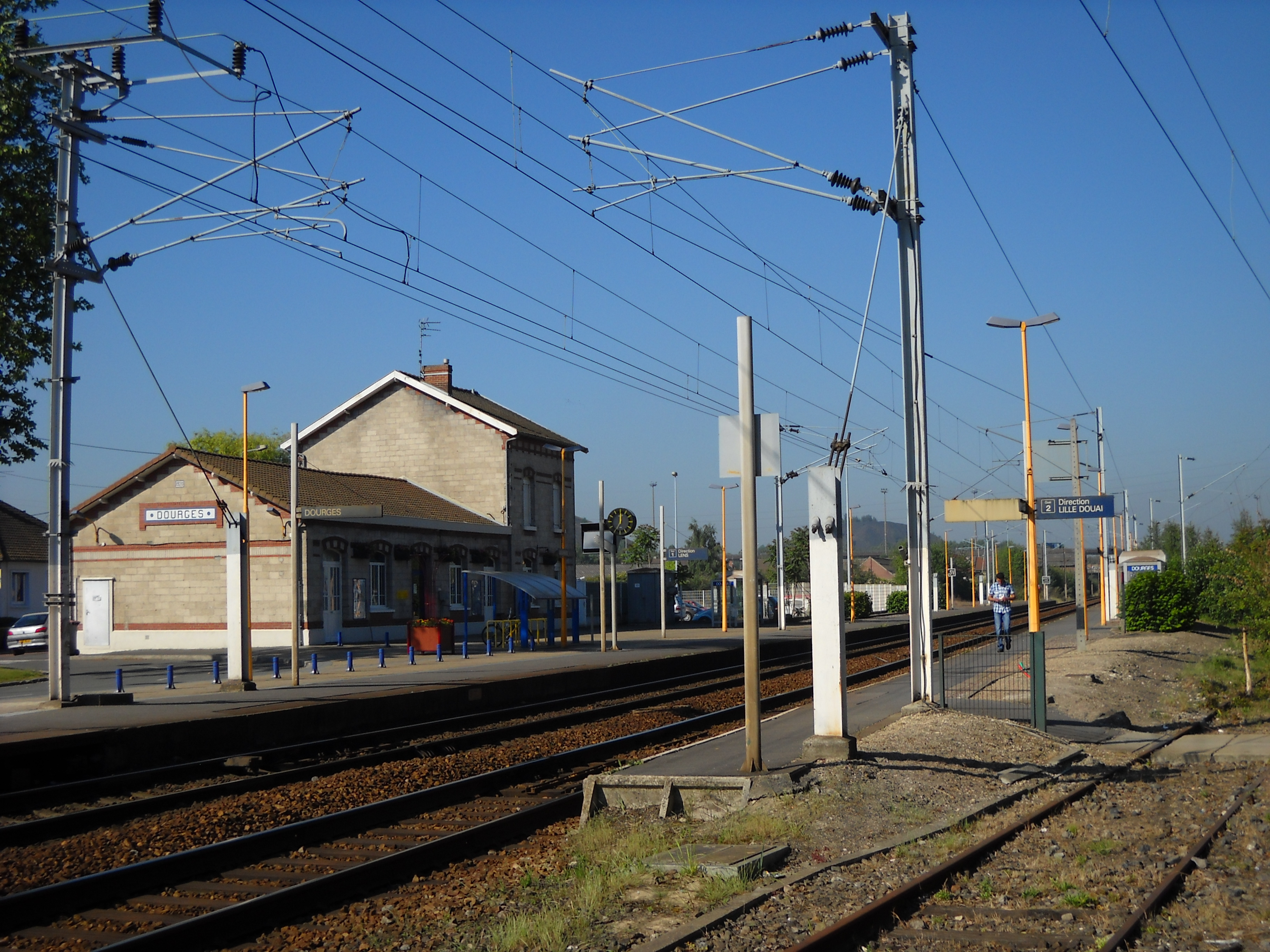
Station Dourges

In de gemeente ligt het knooppunt van de autosnelwegen A1/E17 en A21.
Het spoorstation Dourges ligt op de spoorlijn Lens - Ostricourt.